# Hystrichophora asphodelana
Hystrichophora asphodelana is een vlinder uit de familie van de bladrollers (Tortricidae). De wetenschappelijke naam van de soort is, als Thiodia asphodelana, voor het eerst geldig gepubliceerd in 1907 door William Dunham Kearfott.

## Type
- lectotype: "male"
- instituut: AMNH, New York, USA
- typelocatie: "Canada, Alberta, Calgary"

## Synoniemen
- Hystricophora asphodelana seraphicana Heinrich, 1923
  - holotype: "male"
  - instituut: USNM, Smithsonian Institution, Washington, D.C. 20560, U.S.A.
  - typelocatie: USA. Washington, Whitman Co., Pullman